# Евангелическо-реформатская церковь Швейцарии
Евангелическо-реформатская церковь Швейцарии (нем. Evangelisch-reformierte Kirche Schweiz, EKS; до конца 2019 года — Союз швейцарских евангелических церквей, Schweizerischer Evangelischer Kirchenbund, SEK) — зонтичная организация 24 реформатских кантональных церквей и Евангелическо-методистской церкви в Швейцарии. Церковь представляет около 1,8 млн протестантов. Президент — Рита Фамос, которая является пастором Евангелическо-реформатской церкви кантона Цюрих.
Предшественником является  Конференция швейцарских реформатских церквей (Schweizerische reformierte Kirchenkonferenz), созданная в 1858 году. Союз швейцарских евангелических церквей (SEK) создан 7 сентября 1920 года. По принятому в 2018 году решению с 1 января 2020 года название изменено на Евангелическо-реформатская церковь Швейцарии (EKS).

## Состав

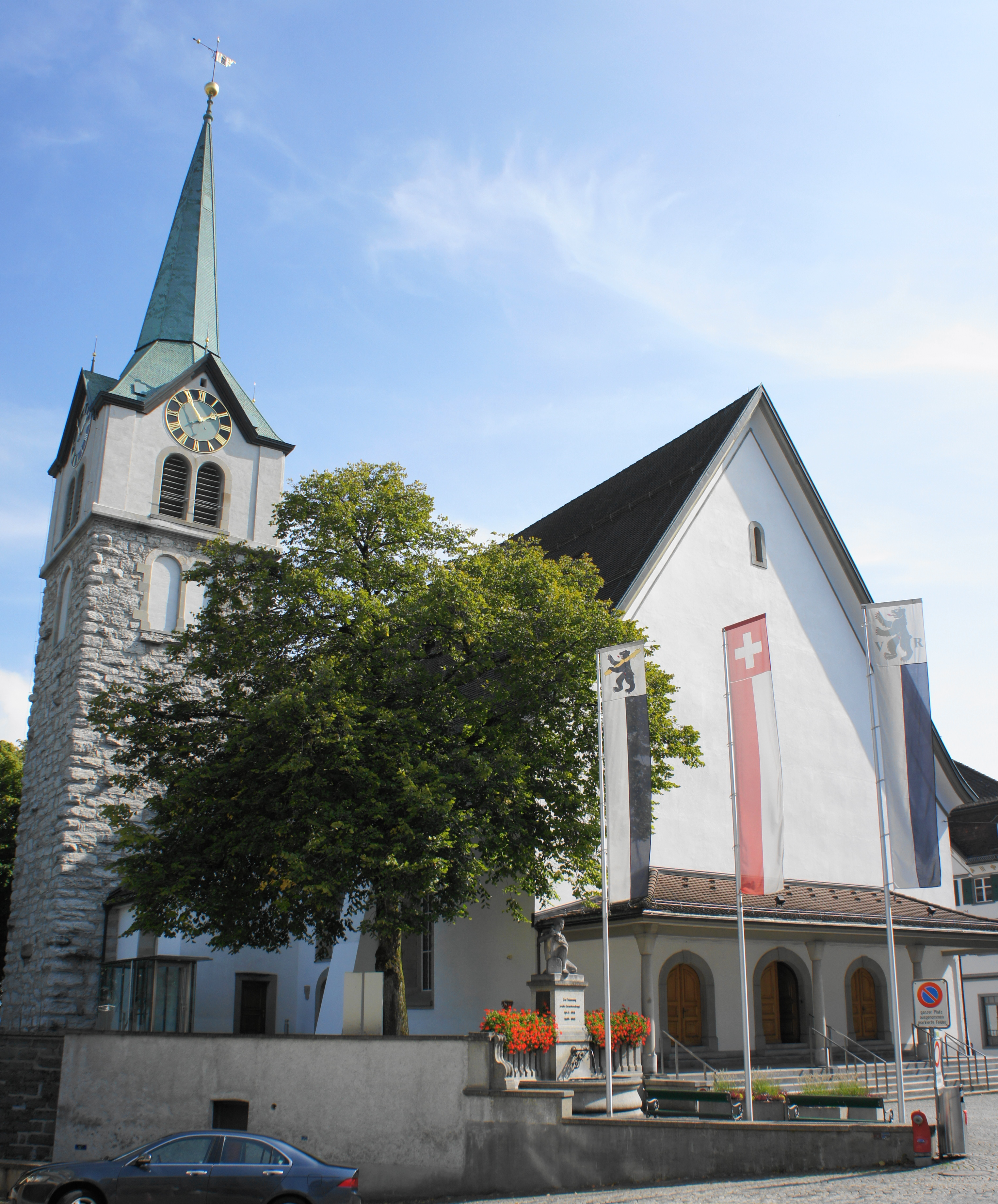
Реформатская церковь Херизау в Херизау

Членами Евангелическо-реформатской церкви Швейцарии являются 24 реформатских кантональных церквей и Евангелическо-методистская церковь:
- Евангелическо-реформатская церковь обоих Аппенцелей[англ.]
- Реформатская церковь Аргау[англ.]
- Евангелическо-реформатская церковь кантона Базель-Ланд[англ.]
- Евангелическо-реформатская церковь Базель-Штадта[англ.]
- Реформатская церковь Берн-Юра-Золотурн[англ.]
- Евангелическо-реформатская церковь Вале[англ.]
- Евангелическо-реформатская церковь кантона Во[англ.]
- Евангелическо-реформатская церковь кантона Гларус[нем.]
- Евангелическо-реформатская церковь Граубюндена[англ.]
- Евангелическо-методистская церковь[англ.]
- Протестантская церковь Женевы[англ.]
- Евангелическо-реформатская церковь кантона Люцерн[англ.]
- Евангелическо-реформатская церковь кантона Нёвшатель[фр.]
- Евангелическо-реформатская церковь Нидвальдена[нем.]
- Союз евангелическо-реформатских общин кантона Обвальден[нем.]
- Евангелическо-реформатская церковь кантона Санкт-Галлен[англ.]
- Евангелическо-реформатская церковь в кантоне Солотурн[нем.]
- Евангелическо-реформатская церковь в Тичино[нем.]
- Евангелическая церковь кантона Тургау[англ.]
- Евангелическо-реформатская церковь Ури[англ.]
- Евангелическо-реформатская церковь кантона Фрайбург[англ.]
- Евангелическо-реформатская церковь кантона Цуг[нем.]
- Евангелическо-реформатская церковь кантона Цюрих[англ.]
- Евангелическо-реформатская церковь кантона Шаффхаузен[англ.]
- Евангелическо-реформатская церковь кантона Швиц[нем.]

## Список президентов
- 1920—1921 Вильгельм Гадорн[нем.] (Wilhelm Hadorn; 1869—1929)
- 1921—1930 Отто Герольд[нем.] (Otto Herold; 1848—1945)
- 1930—1941 Эжен Хоси[вд] (Eugène Choisy; 1866—1949)
- 1941—1954 Альфонс Кёхлин (Alphons Koechlin; 1885–1965)
- 1954—1962 Анри д’Эспине[нем.] (Henri d’Espine; 1895—1982)
- 1962—1965 Альфон Кюенци (Alphonse Küenzi)
- 1966—1970 Александр Лаванши (Alexandre Lavanchy)
- 1970—1978 Вальтер Сигрист (Walter Sigrist)
- 1978—1986 Жан-Пьер Жорнод (Jean-Pierre Jornod; 1920—1998)
- 1986—1998 Генрих Рустерхольц (Heinrich Rusterholz; род. 1934)
- 1999—2010 Томас Випф[нем.]
- 2011—2020 Готфрид Лохер[нем.]
- 2021 — н. в. Рита Фамос